# Carnaval de Vilanova i la Geltrú

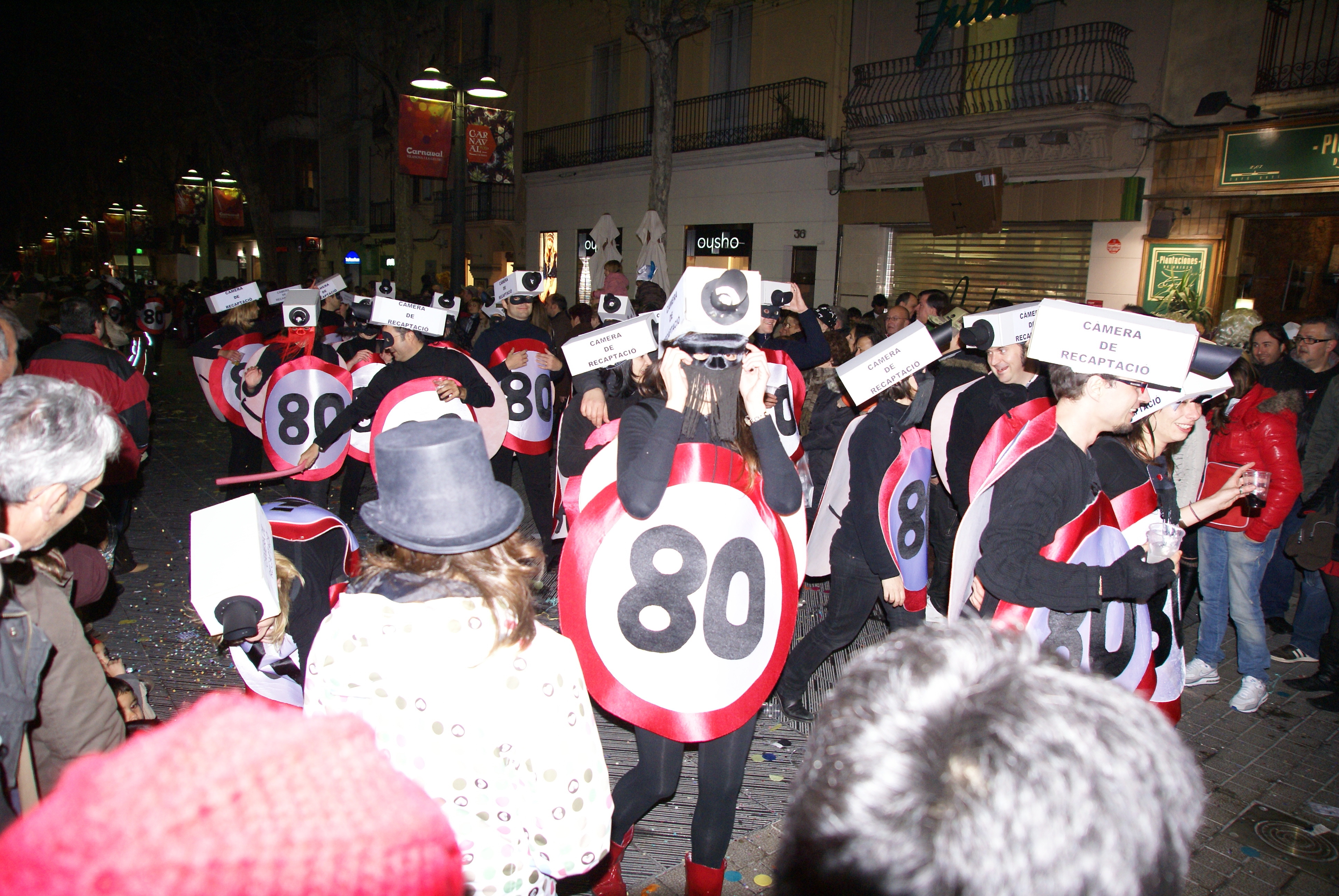
Arrivo del carnaval de Vilanova i la Geltrú.

El Carnaval de Vilanova i la Geltrú és una celebració de forta arrel tradicional, amb influències vuitcentistes i que conté una diversitat extraordinària de tipologies carnavalesques: àpats, danses, disfresses, comparses, guerres, cors satírics, etc. i tot amb una alta participació popular.
A diferència dels altres carnavals, el de Vilanova i la Geltrú (Garraf) es caracteritza per una profunda crítica social, on tots els veïns de la ciutat surten a "fer vinagre" o sàtira dels esdeveniments socio-polítics que han tingut lloc durant l'any i on la disbauxa surt a la llum a l'empara de la dita "Per Carnaval, tot s'hi val!". El Carnaval de Vilanova i la Geltrú és l'únic que és organitzat per la societat civil, a través de la Federació d'Associacions pel Carnaval (FAC), amb una junta escollida per la més de cinquantena d'entitats de la ciutat que la formen.
La seva història es remunta a més de 250 anys d'antiguitat de celebració ininterrompuda, fins i tot en època de dictadura. El seu acte més conegut són "Les Comparses", on més de 10.000 parelles de comparsers surten al carrer amb les banderes de les seves entitats acompanyats per xarangues. Va ser declarada Festa Tradicional d'Interès Nacional el 1985, i requalificada com Festa Patrimonial d'Interès Nacional el 2010, ja que és una celebració d'arrel tradicional i de participació popular multitudinària. Els actes centrals cauen segons el calendari lunar entre el 29 de gener i el 10 de març.

## Història
Les primeres dades concretes sobre el Carnaval de Vilanova i la Geltrú apareixen en les respostes de Francesc de Papiol al Qüestionari de Francisco de Zamora, l'any 1790. En aquest document s'esmenta el Carnaval com a festa ja celebrada en temps passats i encara destacable en aquells moments i es donen dades sobre les "quadrillas" o comparses, la "guerra confitera" i els "confites" que s'hi llençaven, ja calculats en "arrobas".
L'època d'apogeu del carnaval vilanoví se situa entre els anys 1850 i 1880. I és des de 1850 que se'n disposa de documentació i informació detallada, deguda, sobretot a l'aparició del Diario de Villanueva y Geltrú. D'aquest mateix any se'n conserva el "sermó", una mena de proclama de caràcter satíric (burlesc), i el 1851 ja es publica al Diario el programa complet del Carnaval, en què apareix una estructura festiva que, bàsicament, és la mateixa que continua executant-se en l'actualitat.
Es tracta d'un carnaval amb els trets i les influències dels carnavals vuitcentistes, propiciats per l'esplendor econòmic que, en aquella època, els indians o americans van dur de l'altra banda de l'Atlàntic a moltes ciutats de la costa catalana, entre elles Vilanova i la Geltrú. És també a partir d'aquells anys quan comencen a aparèixer a Vilanova les entitats —"societats"— recreatives i culturals de la ciutat, que ràpidament capitalitzaran l'organització del Carnaval, el qual va mantenir-se amb prou intensitat fins a l'any 1936. La Grècia Groga era una d'elles que organitzaven el seu particular Arrivo i discurs del Rey dels grecs grocs. Altres entitats eren La Danza, La Unión Villanovesa i El Círculo Villanovés. Prohibit per les autoritats franquistes, va continuar latent privadament i en algunes entitats culturals i va ser recuperat al carrer l'any 1955, per una de les societats que sobrevisqueren a la guerra civil, el Foment Vilanoví. La recuperació iniciada llavors es completà definitivament entre els anys 1976 i 1981.
Així, la història del Carnaval, des que n'hi ha documentació escrita, s'ha bastit de l'evolució de multitud d'elements i de les seves especificitats, que han experimentat canvis de format, de dia, de contingut i d'importància en funció dels temps i del que demanava cada circumstància. Això no obstant, els balls de societat, les mascarades burlesques de diferents tipus i les comparses, amb les seves "guerres" característiques hi han estat sempre presents igual que, des de la segona meitat del segle xix, la implicació i el protagonisme de les entitats o societats culturals i recreatives en l'organització i la realització de tots els actes carnavalescs.
Així, el Carnaval actual és continuació directa dels carnavals anteriors a la guerra civil i la dictadura, i manté, bàsicament, el mateix esquema dels carnavals de la segona meitat del segle xix. Pel que fa a les interrupcions, a part de la ja esmentada deguda a la guerra civil 1936-1939 i a la posterior prohibició, el Diario acredita en diferents articles i informacions, que el Carnaval no es va interrompre durant les carlinades de 1835 i 1875, ni tampoc per l'epidèmia de còlera de l'any 1854.

### Prohibició durant el franquisme
El dia 3 de febrer de 1937 es va declarar una ordre a Burgos on es prohibia la celebració del Carnaval a tot el territori espanyol controlat per les tropes franquistes. Més tard, el 1939, aquesta ordre es va fer extensiva a tot l'Estat Espanyol amb el triomf de les tropes de Franco. Tot i això, a Vilanova i la Geltrú es va fer cas omís d'aquesta ordre, essent l'únic Carnaval que se celebrava durant els primers anys del Franquisme a tot Espanya i ocultat rere el nom de "Fiestas de Invierno".
Aquest Carnaval se celebrava discretament: es van començar celebrant balls de màscares a les entitats culturals de la ciutat, perquè, més tard, cap als anys cinquanta, es comencés a sortir als carrers amb màscares pel Dissabte de Mascarots. Durant aquests anys i fins a la dècada dels setanta, el Carnaval de Vilanova i la Geltrú es va convertir en el Carnaval de Catalunya, ja que el tipus de festa i la manera de celebrar-la per part dels vilanovins va ser un exemple per a la resta del país. Però hi havia una diferència significativa (i encara hi és) entre el Carnaval vilanoví i el Carnaval de la resta de poblacions catalanes, ja que a Vilanova i la Geltrú continuava celebrant la festa seguint el calendari tradicional dels actes carnavalescos, que cada any anaven augmentant de dies fins als que hi ha actualment.
A partir de finals dels anys cinquanta es van tornar a celebrar Les Comparses, acte emblemàtic del Carnaval vilanoví, i el Dimecres de Cendra, últim dia del Carnaval, on se celebrava l'Enterrament de la Sardina, amb un animat ball de disfresses i la posterior lectura del Testament de Carnaval, al teatre de la Confraria de Pescadors. Ja a l'època dels seixanta, Vilanova i la Geltrú obria el seu Carnaval el Dijous Gras, amb un àpat típic vilanoví: el Xató. A principis del segle xxi aquesta és la data comuna en què comença el Carnaval a tot Catalunya, tot i que durant els anys de prohibició franquista el Dijous Gras no era més que un altre dia de la setmana. Després de la Xatonada arribava el Dissabte de Mascarots, una nit dedicada al joc de l'equívoc i a la mistificació de rols personals, un rol en el qual sobresortien les persones que un menys esperava.
Amb el final de la Dictadura Franquista el Carnaval va acabar de desenvolupar-se i va recuperar la celebració de l'Arrivo, on té lloc l'arribada del Rei Carnestoltes i la lectura d'un Sermó al públic, satíric i sense cap mena de censura a la plaça de la Vila.

## La setmana de carnaval
La setmana de Carnaval comença el Dijous Gras i acaba el Dimecres de Cendra, però el Carnaval de Vilanova es preludia ja la setmana anterior, amb el Ball de Mantons. El Dijous Gras arrenca amb les tradicionals xatonades i la Merengada. L'endemà, divendres té lloc l'Arrivo del rei del Carnaval, Sa Majestat el Rei Carnestoltes que proclama l'estat d'excepció a la ciutat durant el seu regnat. El dissabte continua amb diversos actes i mascarades pel carrer, el carnaval infantil, i l'aparició d'un dels elements més singulars d'aquest Carnaval, el Moixó Foguer. Diumenge és el dia central del Carnaval, i la festa gran de Vilanova i la Geltrú, amb Les Comparses. El Dilluns comencen les comparses de disfresses i l'aparició dels satírics Coros de Carnestoltes, i el Dimarts té lloc un dels últims i més irreverents actes com la comparsa del 'Vidalot'. Finalment, el Dimecres de Cendra, la mort del Rei Carnestoltes i l'acte de l'Enterro de la Sardina, posen el punt final al Carnaval.

### Ball de Mantons
El Ball de Mantons és el preludi oficial del Carnaval de Vilanova, que té lloc el dissabte abans de Dijous Gras. Les diverses entitats socials que participen del Carnaval organitzen els seus balls de gala, en què les dones llueixen els seus mantons de Manila i els homes les seves millors gales i la barretina de color de la seva associació.
Es creu que el Ball de Mantons és un dels actes més antics i tradicionals d'aquest Carnaval i que fins i tot és l'origen de Les Comparses. Era freqüent que durant la nit les parelles sortissin dels seus balls de mantons per anar a visitar els balls de mantons d'altres societats i que fessin passada pels carrers. En entrar als altres balls, eren rebuts amb una pluja de confits i dolços, fet que es va desenvolupar en les guerres confiteres. A més, els balls de mantons van ser un dels principals bastions de la no interrupció del Carnaval a Vilanova i la Geltrú durant els anys de repressió franquista.
En l'actualitat hi ha molts tipus de balls de mantons i l'evolució de les societats i l'àmplia oferta d'oci de la ciutat els ha fet perdre pes i importància com a preludi del Carnaval. En els darrers anys però, han sorgit iniciatives com les Comparses de Nit, una comparsa nocturna que es fa durant la nit del ball de mantons i que fa homenatja aquests orígens nocturns de la festa, i ha aconseguit molta participació.

### Dijous Gras

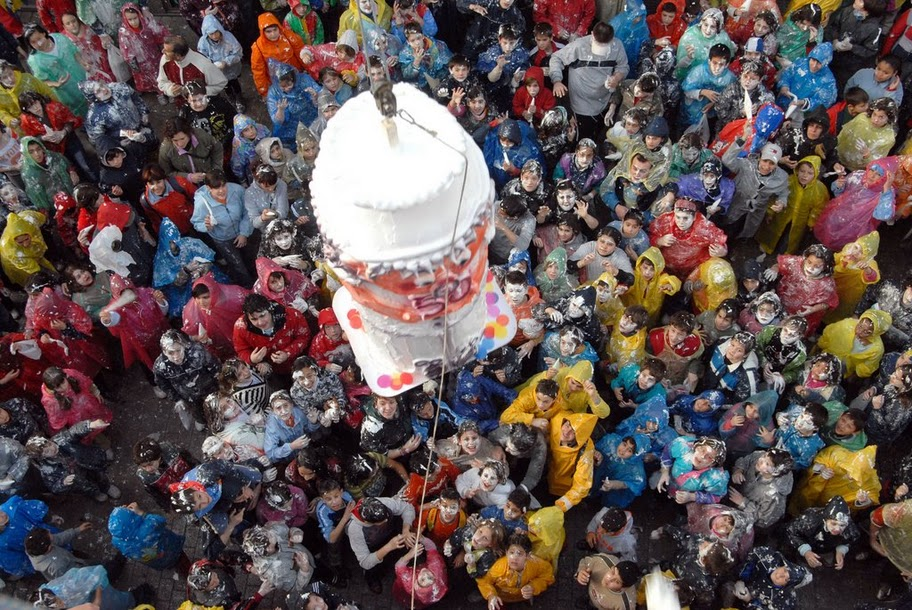
Pastís de merenga gegant a la Merengada, un dels primers actes del Carnaval de Vilanova i la Geltrú.

El Dijous Gras, també anomenat Dijous Llarder, és tradició, com a la majoria de les poblacions catalanes, fruir de forma abundant de la gastronomia, amb les menges més greixoses, les postres més dolces i les especialitats més suculentes. És tradició que a les cases i a les seus socials s'organitzin les xatonades, on es menja els plats típics com el xató, acompanyat de diverses truites i, per postres, coca de llardons i merenga. És típic que la merenga acabi empastifant la cara dels comensals.
A les xatonades socials de les entitats, es va fer costum, després de sopar, anar a visitar altres societats i reptar-les a batalles de merenga pels carrers i places de la vila. Amb els anys aquest costum ha anat derivant cap a una convocatòria general en una de les places del centre, on les diverses societats es citen per una gran batalla de merenga.
L'any 1972, el pastisser Jaume Blanch, va exposar un pastís de merenga gegant a l'aparador de la Pastisseria Blanch. Aquella merenga gegant va fer-se tan famosa que, davant la insistència de la canalla, el senyor Blanch no va tenir més remei que treure-la al carrer la tarda de Dijous Gras. Els nens van començar a menjar i a empastifar-se amb la merenga. Donat l'èxit d'aquesta celebració, el senyor Blanch ho va repetir any rere any fins a esdevenir una tradició, que es va passar a anomenar La Merengada. Amb els anys altres pastisseries s'hi van anar sumant i aquest ha passat a ser un dels actes més importants del Dijous Gras, amb una ruta de pastisseries i grans batalles infantils de merenga en les places.

### Divendres de Carnaval

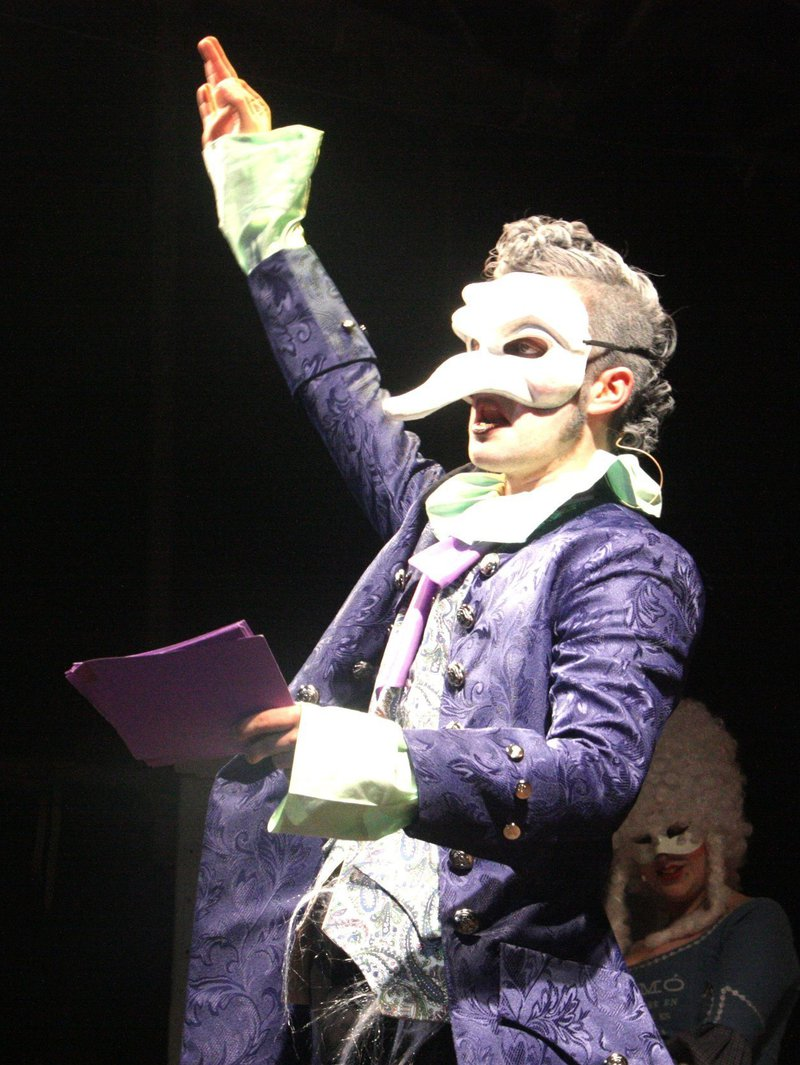
Sa Majestat el Rei Carnestoltes, durant el Sermó a l'Arrivo de Vilanova i la Geltrú.

El divendres de Carnaval és el dia que Sa Majestat el Rei Carnestoltes arriba a la ciutat. Per rebre'l com es mereix, els vilanovins li organitzen l'Arrivo. A Vilanova i la Geltrú, l'Arrivo és una processó encapçalada pel Ball de Diables de Vilanova, i ocasionalment el drac, i constituïda per centenars de màscares agrupades per societats. Aquestes societats surten, cadascuna, amb les seves disfresses i una carrossa temàtica, majoritàriament amb sentit satíric, sobre la ciutat o el país, fan rua pels carrers de la ciutat fins a acabar a la plaça de la Vila. Aquí és on té lloc el Sermó de Sa Majestat el Rei Carnestoltes, on repassa de forma crítica, satírica i burlesca els esdeveniments més destacats i polèmics del darrer any.
Posteriorment té lloc el Ball de l'Arrivo, un concert de música celebrat, generalment, a la mateixa plaça de la Vila (tot i que altres anys s'ha celebrat, també, a la plaça del Mercat).
La paraula Arrivo, d'origen venecià, s'utilitza a Vilanova i a altres localitats catalanes des dels inicis del segle xviii, tot i que altres paraules com Rua o Cavalcada també han tingut el seu protagonisme en el passat durant el Divendres de Carnaval.

### Dissabte de Mascarots

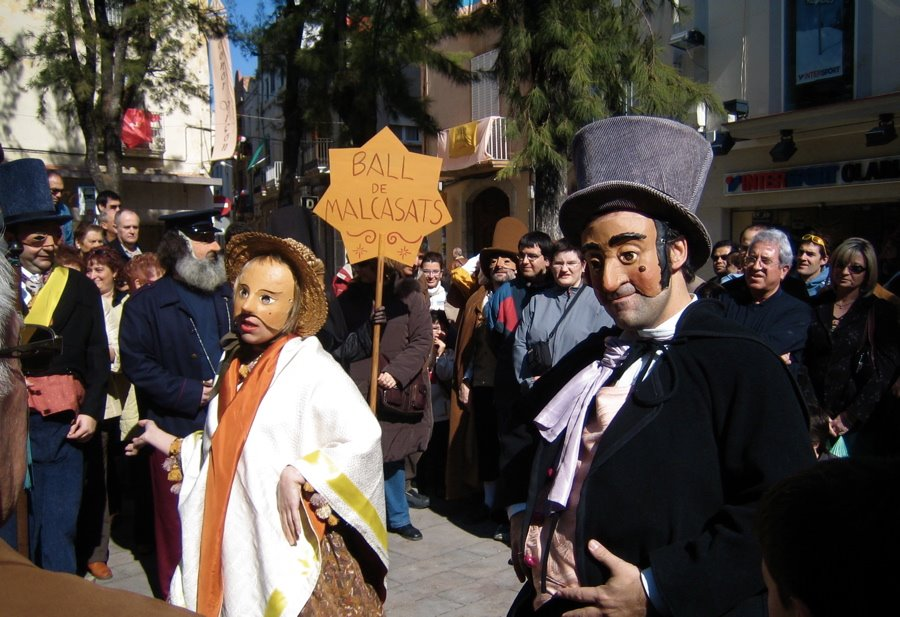
Ball dels Malcasats.

Al matí i migdia el centre de la ciutat bull d'activitat espontània i diversa:
Algunes entitats surten al carrer, desafiant el cansament de la nit anterior, a fer els seus actes esportius de Carnaval, amb jocs i representacions satíriques més o menys competitives. L'entitat La Unió Vilanovina va recuperar aquestes activitats matinals a la dècada dels 80 i en aquells anys van tenir força ressò, ocasionant fins i tot alguna polèmica en l'àmbit nacional.
El Rei Carnestoltes i el seu seguici solen visitar places i mercats, casals d'avis i diversos llocs de la ciutat, acompanyats per les banderes de les entitats i una xaranga. Pels carrers del centre es realitza el Ball dels Malcasats, una peça de teatre de carrer o ball parlat, on parelles disfressades reciten versos còmics sobre el matrimoni.
A la tarda arriba el Rei dels més menuts, el “Caramel”, un ésser, representat en forma d’un titella inflable de 4 metres d’alçada i cuinat per diversos cuiners dins d'una enorme olla, molt esperat pels infants de la ciutat, que fan una rua sortint de diverses escoles fins a arribar a la plaça U d'Octubre on hi ha el "Caramel". Més tard es realitza una rua infantil per la rambla de la Pau on el "Caramel" circula per places i carrers acompanyat de xarangues.
Després de l'aparició del Caramel, al vespre, un personatge disfressat d'ocell, nu, untat de mel i recobert de plomes, recorre els carrers de la Vila seguit pel seu seguici. Aquest és un personatge característic de la tradició catalana carnavalesca, que ha estat present a molts altres llocs i que en l'actualitat únicament es conserva viu a Vilanova gràcies a la contribució de l'Orfeó Vilanoví. El Moixó foguer es passeja pels carrers de la ciutat dins d'un bagul sobre una carrossa acompanyat per una comitiva de gent en camisa de dormir, una xaranga i el xerraire, que de vegades obre la tapa i reparteix plomes volant pels aires. El xerraire pregona les virtuts del Moixó Foguer sense explicitar-les, parlant del que no es veu, però s'intueix.

### Diumenge de Comparses
El diumenge de Carnaval, aproximadament cap a les nou del matí, surten les Comparses des dels locals de les associacions que hi participen, ballant al so de la música que toquen les xarangues o bandes de música que els acompanyen. Entre les més de seixanta-cinc entitats que prenen part en aquesta festa surten al carrer més de cent trenta banderes, organitzades per grups d'edat (infantils, juvenils i adultes), que es mouen anàrquicament per la ciutat saltant, ballant i llançant caramels a dojo. Finalment, es reuneixen a la guerra de caramels a la plaça de la Vila on hi ha la principal guerra de caramels. Sota el paraigües de cada bandera poden arribar a sortir entre cinquanta i seixanta parelles. Aquestes parelles formen fileres i porten un banderer al capdavant amb la bandera representativa de la colla. Van uniformats, ells amb barretina i armilla o americana o mocador, i elles amb clavells al cap i mantó de Manila. Cada Comparsa duu uns colors diferents que els identifica. Els caramels són carregats per l'home en mocadors de farcells, i es llancen entre 10 i 15 kg per parella. En total són més de 8.000 parelles i 16.000 persones les que participen directament de la festa i es llancen més de 150 tones de caramels.
La principal peça musical que es toca durant tota la festa és El Turuta, una marxa militar adoptada durant la recuperació d'aquesta festa durant el franquisme.
Durant la tarda, a la plaça de les Cols, es ballen les Danses de Vilanova, valls vuitcentistes, presentant la peculiaritat que cada home està acompanyat per dues dones. Actualment són interpretades per una cobla, tot i que aquesta tradició és molt anterior a l'aparició d'aquest tipus de formacions musicals.
A la nit es realitza el Ball del Comparser, on normalment un grup de música anima l'ambient i hi van les parelles de comparsers a passar-s'ho bé.

### Dilluns de Carnaval
Integrat dins dels actes del Carnaval infantil, dilluns a la tarda es fa la Comparsa del Vidalet, una rua infantil formada per nens, nenes, pares i mares disfressats que recorren els carrers de la Vila per acabar reunint-se a la plaça de la Vila, on Ball del Paperet, on al seu final hi ha una gran pluja de paperets.
Cap al vespre, algunes entitats treuen al carrer els Coros de Carnestoltes, formacions mixtes de cantors que, sobre música normalment coneguda, han escrit lletres bastant picares sobre fets que han passat a la ciutat durant l'últim any. Els diferents Coros van per diversos llocs emblemàtics de la ciutat per finalment acabar cantant dins el Teatre Principal.

### Dimarts de Carnaval
El dimarts és l'últim dia de disbauxa del carnaval vilanoví. L'acte més tradicional és la comparsa de El Vidalot, la comparsa de disfresses més irreverent i políticament incorrecte.
En els seus orígens, aquesta comparsa era una paròdia satírica de l'acte més tradicional del Carnaval vilanoví: les comparses. Així, els integrants anaven per parelles, però disfressats i emmascarats, seguint una bandera, i en lloc de caramels llençant ordi els homes i en lloc de mantó un pica-matalassos les dones, per “castigar” a la gent que no anava disfressada pel carrer. Les parelles eren formades a l'atzar entre desconeguts, que no revelaven la seva identitat fins al final de la nit. S'explica que el nom de Vidalot prové del fet que cap a l'any 1845 el Vidalot de la família de Vidal, al qual pel seu fer taral·lot, posaren aquest qualificatiu pejoratiu, presidia la seva comparsa i era l'encarregat d'adjudicar a través de sorteig les parelles de desconeguts que componien la comparsa.
Després d'un període de desaparició per culpa de la dictadura, a mitjans dels anys 70, es va recuperar aquest acte. El Vidalot va adoptar la forma d'un personatge burlesc, vestit com un arlequí italià, que encapçalava la comparsa de persones disfressades, que acabava amb un ball de disfresses, considerat l'últim ball del Carnaval. La comparsa va viure moments àlgids després de la seva recuperació, però a finals dels 90 la participació va baixar molt, gairebé fins a la seva desaparició.
En els últims anys s'han dut a terme iniciatives que han reanimat la nit del Dimarts de Carnaval, com el concurs de disfresses, la cercavila dels Gegants de la Cuyna Vella, dos gegants que representen a un cuiner i una cuinera, la ruta del Vidalot, o el concert del Vidalot, que allarguen el Carnaval fins ben entrada la matinada.

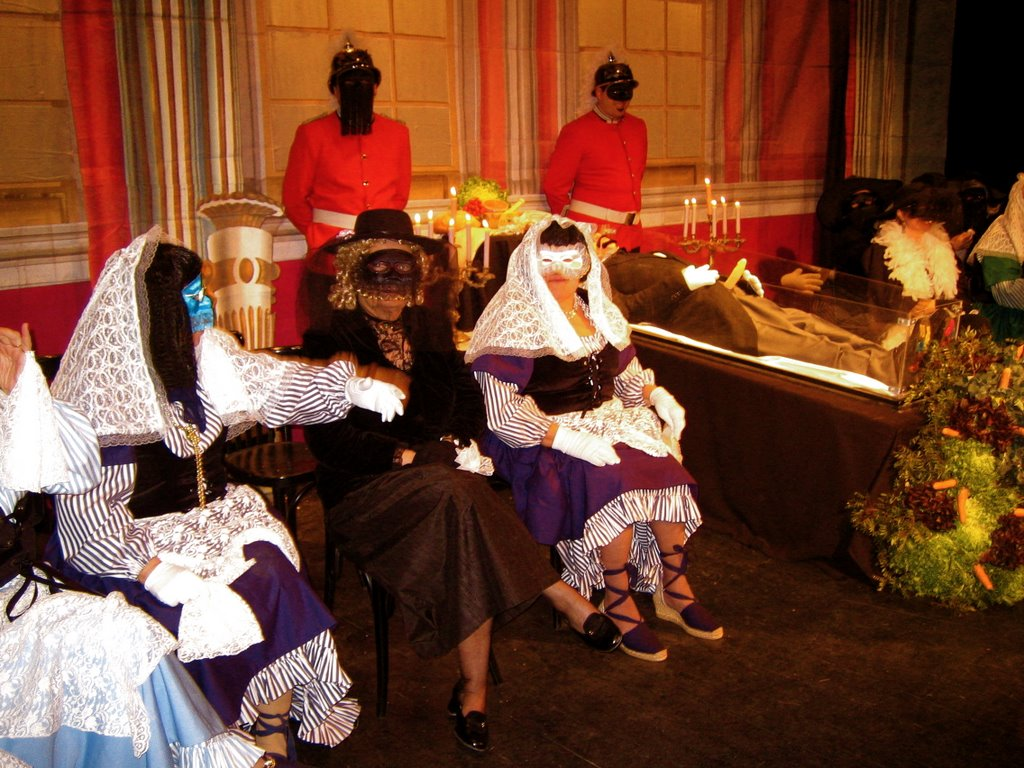
Les Ploraneres al costat de les despulles del Rei.

### Dimecres de Cendra
Finalment, en arribar el Dimecres de Cendra, se celebra l'Enterrament de la Sardina. Aproximadament a les set de la tarda s'obre la casa mortuòria del Rei Carnestoltes, on es troba el vetlatori de Sa Majestat amb les seves concubines plorant al voltant de les despulles del Rei.
Seguidament es realitza un seguici del fèretre pels carrers de la Vila i que acaba a la plaça de la Vila, on el secretari del Rei Carnestoltes llegeix el seu Testament, sempre amb un toc satíric, seguit de la crema de les despulles del Rei i d'un espectacle de castell de focs que dona per acabat el Carnaval fins a l'any vinent.
Aquest acte rarament presenta variacions, a part del text del testament llegit, perquè la Confraria de Pescadors i la Societat La Gavina en van ser els organitzadors de forma consecutiva durant tres dècades, mantenint sempre el mateix model, però a l'última dècada s'ha fet espectacles més teatralitzats o alternatius per acomiadar, enterrar o matar el Rei Carnestoltes.

## Altres actes al voltant del Carnaval

### Competències Musicals
El diumenge precedent a Dijous Gras, tenen lloc les Competències Musicals, una confrontació artística entre dues formacions musicals.

### La Màscara d'Or
El dimecres previ a Dijous Gras, té lloc la gala de La Màscara d'Or, una gala en què es presenten, visualitzen i voten els vídeos satírics que les entitats preparen per presentar les seves temàtiques i crítiques durant els dies previs al Carnaval. En la cerimònia s'entreguen els guardons Màscara d'Or, que concedeix el Cineclub Sala1 de Vilanova i la Geltrú en reconeixement de la creativitat, l'originalitat, el treball i la interpretació d'aquests vídeos.
La Màscara d'Or va néixer l'any 2013 amb l'objectiu de crear uns premis escollits exclusivament pel públic. Aquesta decisió tenia una doble voluntat: apostar per un guardó especialment sincer, lliure de qualsevol manipulació i deslligat de professionalismes, i promoure la participació d'entitats. La primera gala de premis va celebrar-se al Foment Vilanoví sota el nom de "Entitats la pantalla és vostra", amb la projecció del precursor vídeo de Carnaval "El retorn d'en Jacint".

### Altres activitats
La Pastanaga del Rei és un joc obert a tota la ciutadania que dura tota la setmana de Carnaval. L'objectiu dels participants és trobar altres jugadors i clavar-los simbòlicament una pastanaga per eliminar-los. La primera edició del joc va tenir lloc el 2014.